# Psykedelisk trance
Psykedelisk trance (også kaldt psytrance) er en genre inden for elektronisk musik, som tog sit udspring fra Goa trance i de tidlige 90'ere. En generel kort karakteristik af "psytrance" er, at der bliver brugt en masse spontane lyde og samples, og et forholdsvis hurtigt tempo, som varierer fra 135 til 150 BPM.

## Musikstil
Psykedelisk trance adskiller sig fra andre undergenrer på grund af den unikke lyd, den typisk har. Psykedelisk trance har en karakteristisk, energisk lyd (normalt mellem 135 og 150 BPM), der har tendens til at være hurtigere end andre former for trance- eller technomusik. Den bruger et meget karakteristisk klingende basbeat, der kører konstant gennem hele sangen og overlejrer bas med varierende rytmer fra funk, techno, dance, New beat, acid house, eurodance og trance. De forskellige rytmer og beats skifter generelt hver 8. takt.

### Full-On
Full-on er en psytrancestil. Full-on er særligt populær i Israel. Full-on psykedelisk trance har ofte melodiske, energiske og vilde basslines med en høj BPM (normalt 140-148 BPM).

### Progressive
Progressive psytrance er blandt de fælles temaer, der normalt adskiller psytrance (ofte full-on) og progressiv dance. Genren arver indflydelser fra minimal techno.

### Darkpsy/forest
Dark (mørk) psykedelisk trance er i den tungere ende af psykedelisk trance med BPM fra omkring 148 og op. Relaterede stilarter omfatter psycore (hurtig og skøre), hi-tech (hoppende og glitchy) og forest (organisk og jordnær). Kendetegnet er ofte dystre lyde og tunge basslines.
Egentlig er det pladeselskabet Parvati Records, der har sit udspring i Moesgaard Skov ved Aarhus, hvor stedet altid har været flittigt anvendt til såkaldte "skovfester", og det formodes at være der, genren forest udspringer fra. 